# Giuseppe Acerbi

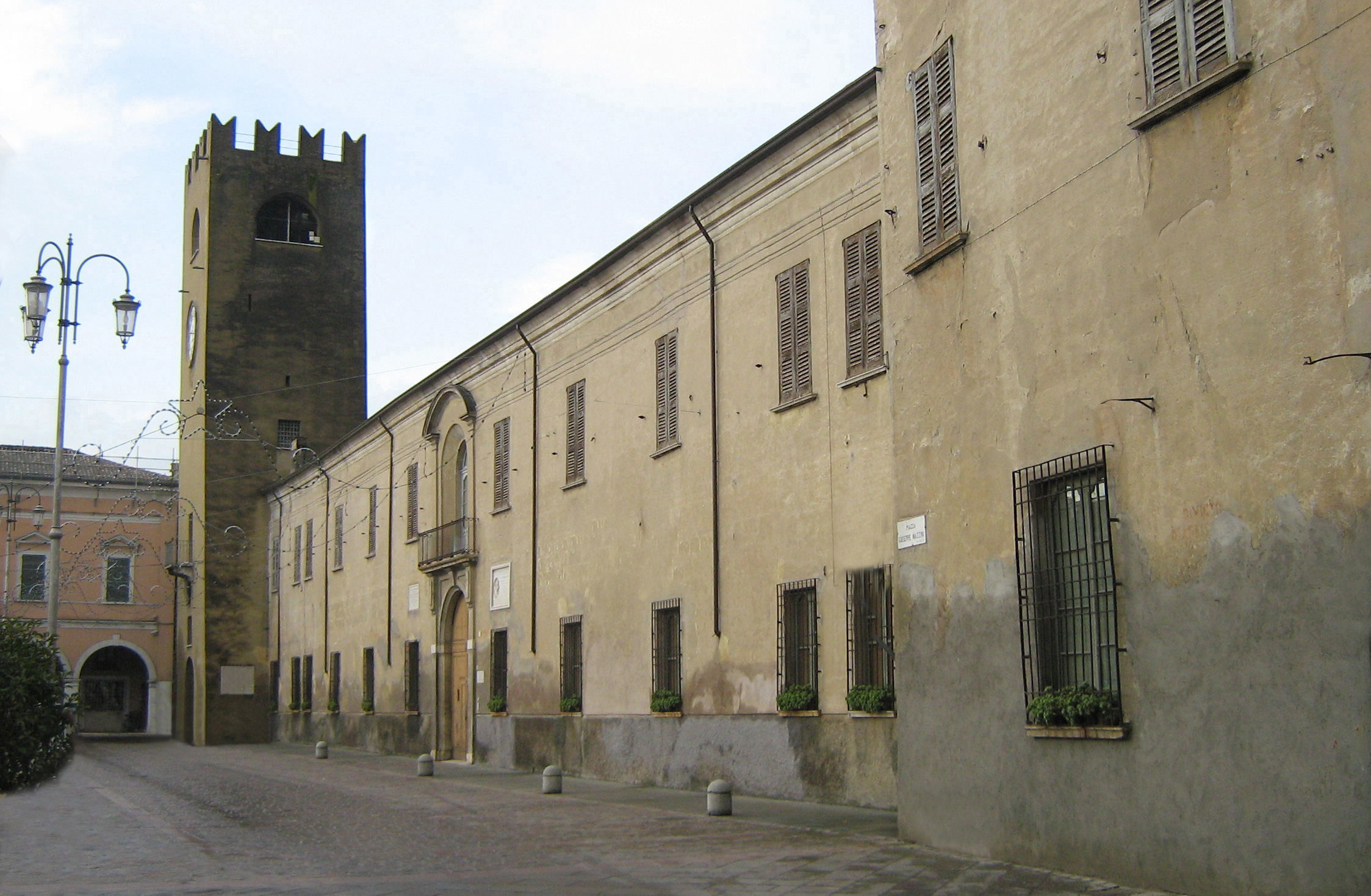
Castel Goffredo, Palac Gonzaga-Acerbi

Giuseppe Acerbi (ur. 3 maja 1773 w Castel Goffredo, zm. 25 sierpnia 1846 tamże) – odkrywca, pisarz, archeolog, przyrodnik i muzyk włoski.

## Życiorys
Pierwsze nauki pobierał w rodzinnym domu. W 1794 ukończył prawo na uniwersytecie w Pawii. Znał już wtedy ważniejsze języki europejskie. Sympatyzował z jakobinami. W 1798 razem z Bernardo Bellottim, synem bankiera z Brescii, wyruszyli w podróż po Europie, aż do Przylądka Północnego. W Szwecji zabrali ze sobą meteorologa, lekarza, entomologa i botanika.
Acerbi zapisywał swoje obserwacje, m.in. jako pierwszy odnotował fińską nazwę sauna. Interesowały go zwyczaje, literatura odwiedzanych krajów, muzyka ludowa i flora. Po powrocie opublikował swoje zapiski po angielsku w Londynie w roku 1802, nadając im tytuł Travels through Sweden, Finland and Lapland, to the North Cape in the years 1798 and 1799. Książka przyniosła mu sławę. Zaczął być zapraszany na ówczesne salony europejskie. Poznał wtedy Goethego, Madame de Staël, Malthusa, Gottlieba Klopstocka, a w Paryżu Bonapartego. Acerbi był w tym czasie członkiem delegacji Republiki Cisalpińskiej.
W jego dwutomowym dziele znalazły się jednak fragmenty ostro krytykujące rząd Szwecji. Przedstawiciele tego rządu złożyli protest do władz francuskich, które odpowiedziały natychmiast, nakazując zatrzymanie Acerbiego. Pamiętniki z podróży zostały skonfiskowane, podróżnik musiał opuścić Francję. Po powrocie do Castel Goffredo Acerbi zajął się uprawą, m.in. winnej latorośli. Owocem tej pracy było napisanie książki dotyczącej włoskich winorośli Delle viti italiane.
Najprawdopodobniej z powodu doświadczonego upokorzenia zmienił swoje poglądy polityczne. W roku 1814 przebywał w Wiedniu w czasie kongresu wiedeńskiego, w czasie którego książę Metternich mianował go konsulem austriackim w Lizbonie. Acerbi do Portugalii jednak nie dotarł. Zatrzymał się w Mediolanie, zakładając miesięcznik „La Biblioteca Italiana”. Periodyk finansowany był przez rząd austriacki. Pierwszy numer ukazał się 1 stycznia 1816.
W roku 1825 zrezygnował z redagowania „La Biblioteca Italiana” i udał się do Egiptu, gdzie przejął obowiązki konsula austriackiego. Wziął udział w sławnej ekspedycji Jeana-François Champolliona. Wraz z innymi odkrywcami odwiedził Nubię. Zebrane przez niego okazy i zabytki weszły później w skład zbiorów muzeów w Mediolanie i Mantui.
Cierpiąc na oczy, powrócił do Włoch w 1834. Został doradcą rządu austriackiego w Wenecji. W 1836 zdecydował się na powrót do rodzinnego Castel Goffredo. Przez ostatnich dziesięć lat swojego życia zarządzał swoimi dobrami, hodował jedwabniki i przygotowywał publikację swoich pamiętników z podróży do Egiptu. Nie udało mu się ich jednak opublikować.
W rodzinnym mieście pisarza – Castel Goffredo – przyznawana jest nagroda literacka jego imienia.

## Znany w Finlandii
W czasie swojej podróży do Przylądka Północnego Acerbi spisywał teksty poetyckie do dzisiaj znane w Finlandii: Jos mun tuttuni tulisi (Jeśli mój miły przyjdzie), kołysanka Nuku, nuku nurmilintu (Śpij, śpij ptaszyno), czy poemat Antti Keksi o wylaniu rzeki Tornio w roku 1677. Poemat ten stał się później popularną w Finlandii pieśnią religijną. Acerbi zanotował również melodię piosenki Älä sure Suomen kansa (Nie dręcz się, Ludu Finlandii) oraz Kalevali, eposu narodowego składającego się z pięćdziesięciu zwrotek (run). Podróżnik opisał wykonanie tego eposu przez ludowych śpiewaków. Opis ten uznawany jest jednak za nieprecyzyjny.
Postać Giuseppe Acerbiego jest doskonale znana w Finlandii. Sygnał fińskiego radia zaczerpnięty został z jednej z melodii napisanych przez włoskiego odkrywcę. Do niedawna natomiast postać Acerbiego była bardzo słabo znana w samych Włoszech. Dopiero w pod koniec XZ wieku sytuacja zmieniła się dzięki badaniom prof. De Caprio (zob. Bibliografię).

## Redaktor miesięcznika
Włosi dosyć jednoznacznie oceniają postawę Acerbiego, który po upadku Napoleona współpracował z austriackim rządem okupacyjnym. Austriacy chcieli zaskarbić sobie włoską opinię publiczną, przede wszystkim opinię włoskich intelektualistów. Zależało im na tym, by ludzie nauki nie mieszali się do spraw polityki, by byli neutralni. Publikacja „La Biblioteca italiana”, finansowanego przez rząd wiedeński, miała przyczynić się do przyciągnięcia intelektualistów na stronę proaustiacką.
Pierwotnie redaktorem czasopisma miał zostać Ugo Foscolo. Po jego odmowie redaktorem naczelnym wybrano Acerbiego. Miesięcznik wydawany był w latach 1816-1859. Stał się on bardzo szybko instrumentem austriackiej opresji. Współpracowali z nim tacy znani włoscy literaci jak: Vincenzo Monti, Pietro Giordani, Carlo Botta, Antonio Cesari, Giulio Perticari, Gian Domenico Romagnosi, Melchiorre Gioia, Silvio Pellico, Vittorio Barzoni, Paride Zajotti czy Giambattista Brocchi.

## Acerbi kompozytorem
Niewielkie kompozycje podróżnika są krytykowane. Widzi się w nich plagiaty i błahe motywy. Acerbi skomponował:
- 3 kwartety z akompaniamentem klarnetu
- 3 tria włoskie na głos i orkiestrę
- 2 duety na flet
- kwintet na klarnet

## Dzieła
- Travels through Sweden, Finland and Lapland, to the North Cape in the years 1798 and 1799 (1802)
- Delle viti italiane o sia materiali per servire alla classificazione (1825)
- Viaggio al Capo Nord fatto l’anno 1799, compendiato e per la prima volta pubblicato in Italia da Giuseppe Belloni antico militare italiano (1832)
- Viaggio a Roma e a Napoli (1834)
- Il Giornale di Vienna di Giuseppe Acerbi: settembre-dicembre 1814 (1972)